# 李宝光
李宝光（1922年8月—2023年11月27日），女，汉族，河北省完县人，中华人民共和国政治人物。

## 生平
李宝光于抗日战争期间曾历任晋察冀边区完县妇女抗日救国会宣传部部长、三分区（专区）妇女抗日救国会主任、北岳区妇女抗日救国会代理主任，北岳区抗联妇女部部长，晋察冀边区抗日救国联合会妇女部长，晋察冀边区妇女抗击日救国会执委等职。1944年赴中央党校学习。第二次国共内战期间又历任解放区民主妇联筹备会委员、晋察冀边区民主妇联主任、涞水县委副书记、开封市民主妇联筹委会主任、中原区妇联筹委会主任等。
中华人民共和国成立后，出任河南省民主妇联主任，中南局妇委委员，中共中央妇委委员，全国妇联书记处书记、副主席，中共河南省委副书记、书记，郑州市委第一书记，郑州市革委会主任等职。1983年后还曾任中共河南省顾问委员会副主任等。此外，她还是第三、六届全国人大代表，第五届全国政协常务委员，第七届全国政协委员，中共八大、十二大代表。

## 家庭
李宝光的丈夫刘杰曾任中共河南省委书记、河南省人民政府省长。